# Edward Titchener
Edward B. Titchener (Chichester, 11 de enero de 1867 - Ithaca, 3 de agosto de 1927) fue un psicólogo y profesor anglo-estadounidense, fue discípulo de Wilhelm Wundt (padre de la psicología científica) y fundador de la psicología estructuralista, que divulgó en Estados Unidos, al igual con las teorías de su maestro, después de establecerse en ese país. 

## Introducción del pensamiento wundtiano en Estados Unidos
Se le considera el impulsor definitivo de la aplicación del método experimental en la psicología americana y fundador del Estructuralismo. Este método lo importó de Alemania, donde fue alumno de Wilhelm Wundt. Titchener era introspeccionista, por lo que al traducir a Wundt lo presentó como un introspeccionista también, ya que en Estados Unidos no se diferenciaba la conciencia del inconsciente, pero en Alemania sí, por lo que para Wundt la introspección no era un método válido por no alcanzar al inconsciente. La introspección la entiende como la descripción de la experiencia consciente desmenuzada en componentes sensoriales elementales sin referentes externos.
Para Titchener, la conciencia era la suma total de las experiencias de una persona en un momento determinado, entendiendo aquellas como los sentimientos, las ideas, los impulsos experimentados durante toda la vida. A diferencia de Wundt tenía un estilo didáctico y nunca sobrestimaba los conocimientos psicológicos de sus lectores. Titchener era menos flexible que Wundt ante polémicas y controversias que cuestionaban los supuestos básicos de su sistema psicológico.

## Pensamiento
Se trata de un reduccionista que se basaba en las sensaciones y cuyo objetivo era analizar el contenido de la conciencia en sus elementos (por leyes de asociación).
Titchener categoriza los contenidos mentales en tres tipos: imágenes, emociones y sensaciones puras; para él todo pensamiento complejo puede analizarse en función de sensaciones elementales.

## Obra
Titchener era además un escritor prolífico. Escribió 216 artículos y seis libros siendo Psicología experimental el más importante.

## Discípulos
- Una de los primeros estudiantes más distinguidos fue Margaret Floy Washburn (1871-1939), quien realizó un estudio sobre las discriminaciones visuales en peces y conejos. Además escribió La mente animal en 1908, un texto clásico en la psicología comparativa.

- El alumno más conocido y leal a Titchener fue Edwing G. Boring (1886-1968). Su libro La historia de la psicología experimental publicado en 1929 fue la historia definitiva de la psicología durante tres décadas.